# Palazzo degli Honorij
Il palazzo degli Honorij, conosciuto anche con il nome di palazzo Guastaverza, è un edificio civile situato lungo il lato occidentale di piazza Bra a Verona, la cui costruzione venne commissionata da Bonaventura degli Honorij al noto architetto rinascimentale Michele Sanmicheli.

## Storia
Bonaventura degli Honorij riuscì, nel corso della sua vita, ad incrementare notevolmente sia la propria ricchezza che il prestigio sociale; decise così, intorno alla metà del Cinquecento, di ristrutturare alcune abitazioni di sua proprietà, col fine di ottenere un palazzo che rappresentasse il rilievo acquisito nel contesto veronese. Commissionò il progetto al noto architetto rinascimentale Michele Sanmicheli, che con questa opera poteva concludere idealmente un'operazione avviata diversi anni prima: lo sviluppo della nuova centralità della Bra, che aveva collegato a porta Nuova e quindi al contado attraverso un nuovo asse rettilineo, entrambi ideati dall'architetto veronese. Il nuovo palazzo doveva quindi divenire un primo elemento di riqualificazione della piazza, processo che si sarebbe concluso a secoli di distanza con l'edificazione della Gran Guardia, di palazzo Barbieri e dei vari edifici che diedero l'assetto definitivo al cosiddetto Liston.

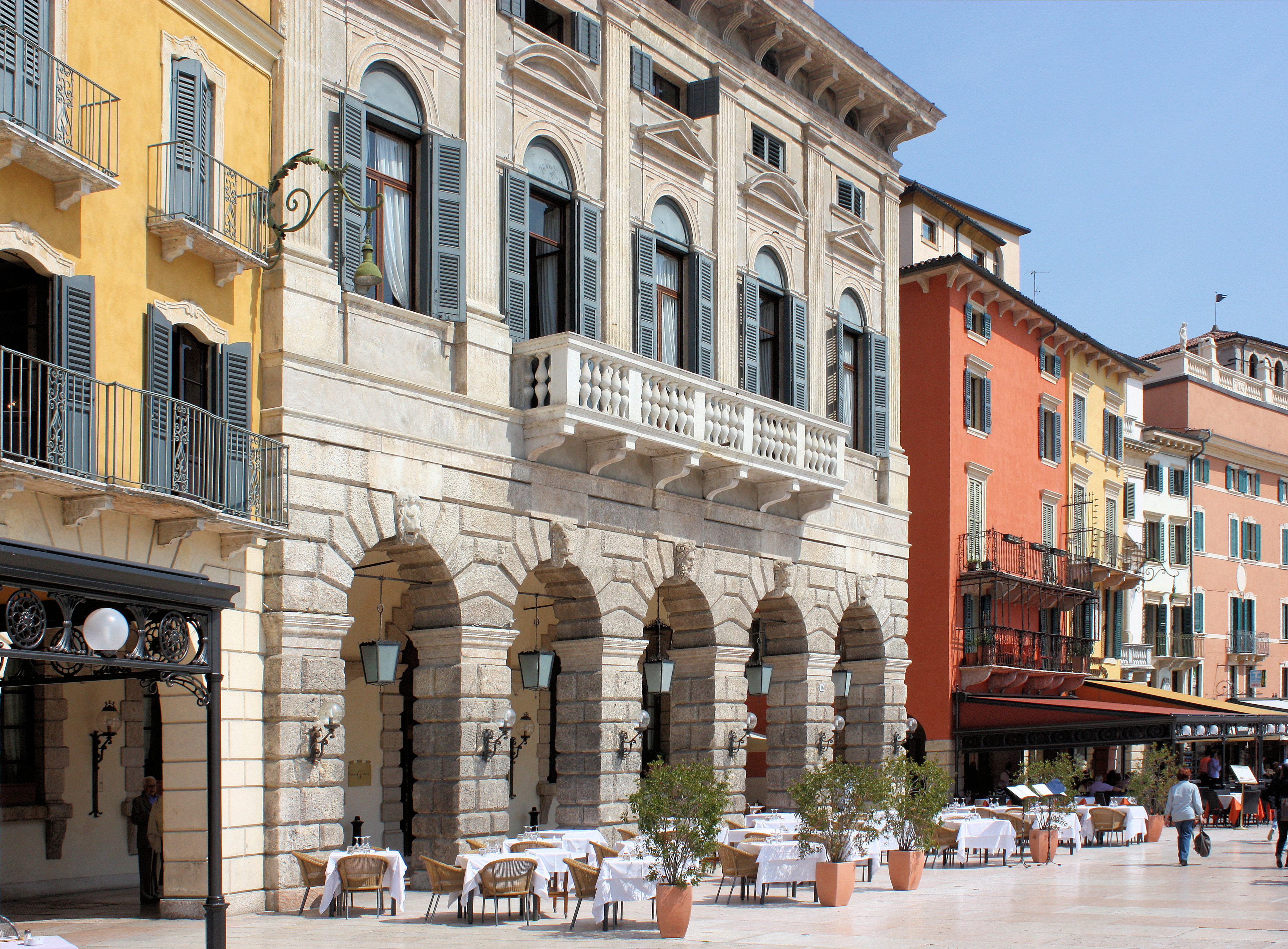
Il palazzo con l'antistante Liston, la passeggiata lastricata che collega corso Porta Nuova con via Mazzini

Il 22 novembre 1555 Bonaventura inviò una richiesta di ampliamento del cantiere al Consiglio della città: l'obiettivo era allargare il fronte della fabbrica verso la piazza, in modo da realizzare un loggiato coperto alla base del palazzo, con la giustificazione della pubblica utilità e del maggior decoro che avrebbe acquisito da questo intervento l'antistante spazio pubblico. Il committente ottenne il permesso da parte dell'Amministrazione; altresì, durante i lavori, un'ulteriore variante portò all'ampliamento dell'originario prospetto del palazzo, che passò da quattro a cinque arcate di larghezza. L'intervento terminò con la pittura a fresco della parte intonacata della facciata, motivi ornamentali quasi del tutto scomparsi nel corso dei secoli: sopra il loggiato correva una decorazione classica, con festoni di fiori e di frutta; nei ristretti spazi tra finestre e lesene erano dipinte figure simboliche; sotto i davanzali delle finestre vi erano dipinte le armi gentilizie della famiglia degli Honorij. Ancora parzialmente visibili sono invece le decorazioni a livello del coronamento dell'edificio.
Nei secoli successivi il palazzo passò svariate volte di proprietà; in particolare ad un certo punto venne ceduto ai Guastaverza, che diedero l'altro nome con cui è conosciuto l'edificio, e successivamente agli Sparavieri e da questi, nel 1887, ai Malfatti. Questi ultimi, non soddisfatti dalle piccole finestre dell'ultimo piano, che non illuminavano sufficientemente gli ambienti retrostanti, nel 1889 chiesero all'Amministrazione di poterle ingrandire. Vista l'importanza storica e artistica del manufatto, il Comune negò il permesso, ma i Malfatti insistettero e portarono la causa in tribunale: sia quello locale che la corte d'appello di Venezia diedero ragione al Comune di Verona e condannarono i Malfatti al pagamento delle spese legali.

## Descrizione

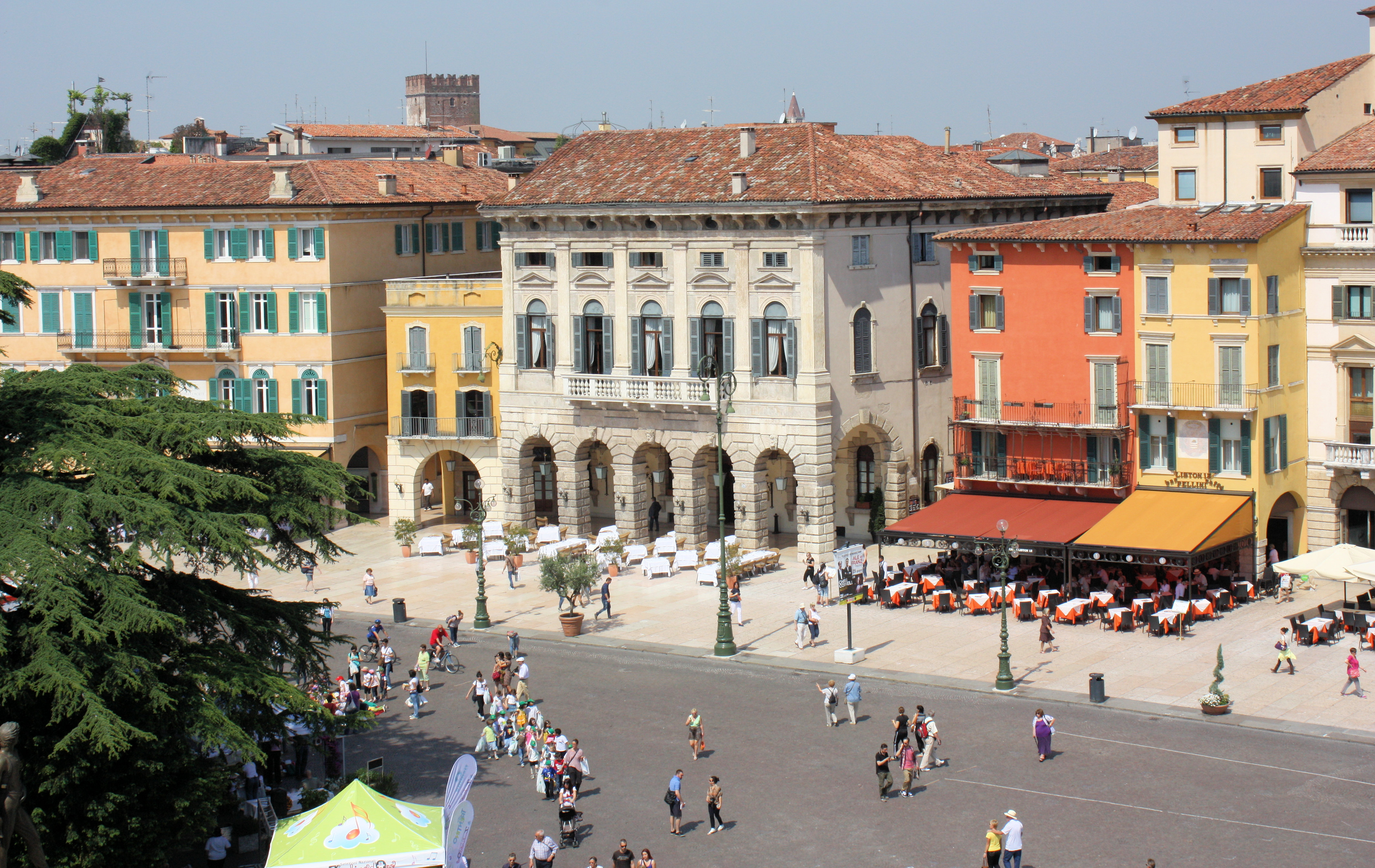
Il palazzo visto dalla sommità dell'Arena di Verona

L'edificio, affacciato su piazza Bra, si imposta su un basamento porticato, con possenti pilastri bugnati caratterizzati da capitelli dorici che sorreggono cinque ampie arcate: questo portico, l'unico progettato dal Sanmicheli per un palazzo a Verona, prende evidentemente spunto dall'ala dell'Arena di Verona, sia dal punto di vista formale che materico. I lavori di questa parte della facciata furono diretti dall'architetto veronese; così non fu per la realizzazione del piano nobile e attico, ultimati dopo la sua morte, dove il progetto potrebbe aver ipoteticamente subito modifiche anche sostanziali.